# Dendropsyche
Dendropsyche är ett släkte av fjärilar. Dendropsyche ingår i familjen säckspinnare.
Kladogram enligt Catalogue of Life:
| Dendropsyche | \| \| Dendropsyche burrowsi \| \| \| \| \| \| Dendropsyche golbachi \| \| \| \| \| \| Dendropsyche venezuelae \| \| \| \| |
|              | \| \| Dendropsyche burrowsi \| \| \| \| \| \| Dendropsyche golbachi \| \| \| \| \| \| Dendropsyche venezuelae \| \| \| \| |
|              | Dendropsyche burrowsi |
|              | |
|              | Dendropsyche golbachi |
|              | |
|              | Dendropsyche venezuelae                                                                                                   |
|              | |